# Karádi Nagy Lajos
Karádi Nagy Lajos (Kolozsvár, 1886. augusztus 23. – Kolozsvár, 1965. december 18.) jogász, sportszakember, újságíró.

## Életpályája
Jogot hallgatott, majd újságíróként működött. A kolozsvári Magyar Újság, Ellenzék, Consum, Jóestét munkatársa, a második világháború után a Világosság sportrovatának szerkesztője és riportere. Sportszakcikkek mellett közgazdasági és várospolitikai kérdésekkel is foglalkozott. Mint kitűnő sportember fiatalon részt vett Kolozsvár sportéletének alakításában; a két világháború közt a FIFA (Fédération Internationale de Football Association) nemzetközi labdarúgó szövetség bírája volt, ebben a minőségben számos nemzetközi mérkőzést vezetett.